# ТЕС Meghnaghat (Pendekar Energy)
ТЕС Meghnaghat (Pendekar Energy) – теплова електростанція за два десятки кілометрів від південно-східної околиці Дакки, яка наразі належить малазійській компанії Pendekar Energy Holdings (первісно станцію спорудила американська корпорація AES). 
В 2002 році на майданчику станції став до ладу парогазовий блок комбінованого циклу потужністю 450 МВт, в якому дві газові турбіні потужністю по 150 МВт живлять через відповідну кількість котлів-утилізаторів одну парову турбіну з показником 150 МВт.  
Для охолодження використовують воду із річки Мегхна.
Станція споживає природний газ, який надходить по трубопроводу Бахрабад – Дакка.
Видача продукції відбувається по ЛЕП, розрахованій на роботу під напругою 230 кВ.
Можливо відзначити, що майданчик ТЕС Meghnaghat від Pendekar Energy розташований на утвореному рукавами річки Мегхна острові, де створюється потужний електроенергетичний комплекс. В його складі вже працює ТЕС Meghnaghat компанії Summit та планується зведення ще кількох парогазових електростанцій. Наразі на острові також розташовані орендовані потужності ТЕС Meghnaghat від державної BPDB.